# Hlam
Der Hlam ist mit 461 m. i. J. Höhe einer der höchsten Berge der Insel Krk in Kroatien.

## Lage
Der flach ausgeprägte Gipfel liegt inmitten eines verkarsteten Hochplateaus im Südosten der Insel oberhalb der Stadt Baška.
Das Plateau fällt südwestlich an einem Vorgipfel (358 m) mit Gipfelkreuz steil ins Tal der Vela Rika ab.
Auf den Hlam führen Wanderwege von Baska aus.